# 明日にくちづけを
「明日にくちづけを」（あしたにくちづけを）は、2002年11月13日に発売された松たか子の15枚目のシングル。発売元はユニバーサルJ。　

## 収録曲
1. 明日にくちづけを
  - 作詞・作曲:松たか子　編曲:佐橋佳幸
2. Afterimage
  - 作詞:sunplaza　作曲:松本俊明　編曲:金子飛鳥
3. 明日にくちづけを（Instrumental）

## タイアップ
ロート製薬「ドリスタン」CMソング。